# 15000 CCD
15000 CCD — астероїд головного поясу, відкритий 23 листопада 1997 року.
Тіссеранів параметр щодо Юпітера — 3,314.